# Sabina Kasslatter Mur

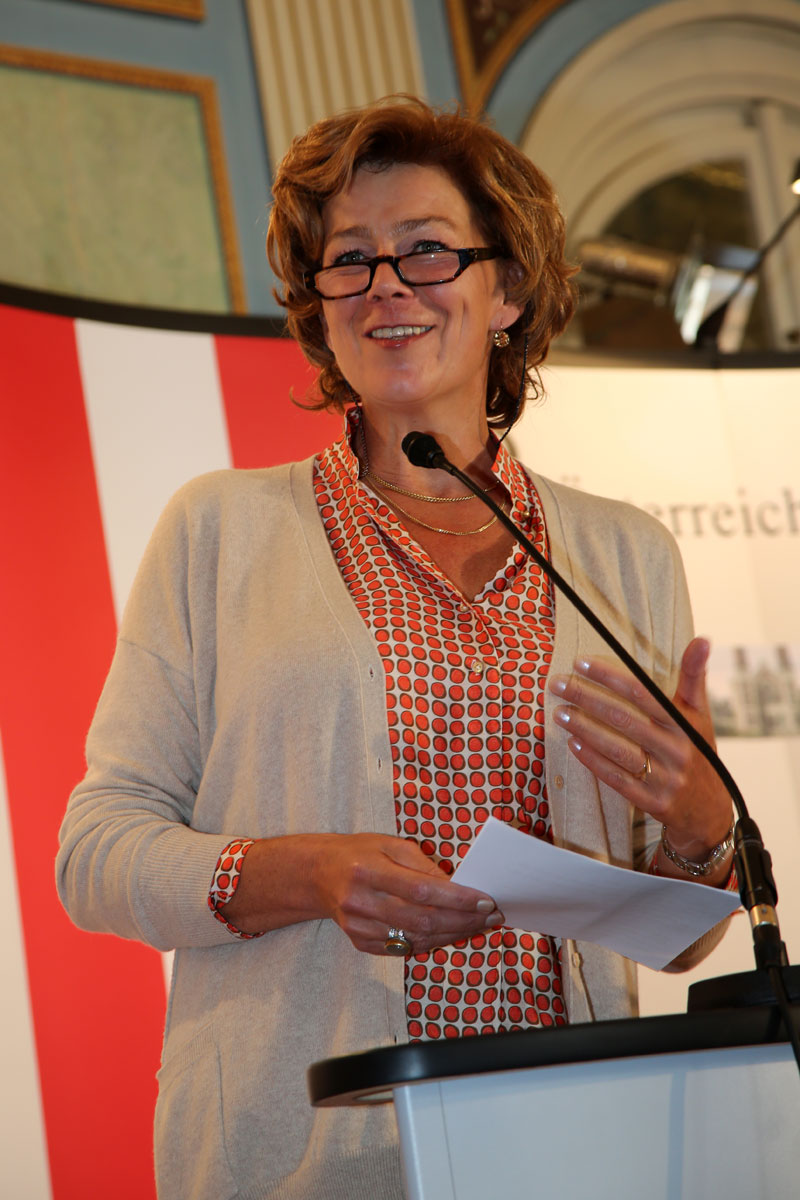
Sabina Kasslatter Mur (2013)

Sabina Kasslatter Mur (* 18. Juni 1963 in Brixen als Sabina Kasslatter) ist eine Südtiroler Politikerin der SVP.

## Leben
Kasslatter Mur schloss 1988 ihr Studium der Geschichte und Germanistik an der Universität Innsbruck mit der Diplomarbeit Die Stadt Brixen von 1918 bis 1925: wirtschaftliche und soziale Anpassungsprobleme ab. Anschließend arbeitete sie von 1988 bis 1993 als Redakteurin und später als stellvertretende Ressortleiterin für die Tageszeitung Dolomiten.
Im Jahr 1990 wurde sie als Gemeinderätin von Barbian politisch aktiv und sogleich Assessorin für Umwelt, Soziales, Jugend und Information. Bei den Wahlen im Jahr 1993 konnte sie ein Mandat für den Südtiroler Landtag und damit gleichzeitig den Regionalrat Trentino-Südtirol erringen, denen sie bis 2013 angehörte. Von 1993 bis 1996 amtierte sie als Landtagspräsidentin, von 1996 bis 1998 als -vizepräsidentin. 1999 wurde sie in die Südtiroler Landesregierung gewählt. Von Februar 1999 bis Dezember 2003 diente Kasslatter Mur im Kabinett Durnwalder III als Landesrätin für deutsche Schule sowie deutsche und ladinische Berufsbildung, von 2003 bis 2008 im Kabinett Durnwalder IV als Landesrätin für Familie, Denkmalpflege und deutsche Kultur. In den Jahren 2003–2004 amtierte sie zudem kurzzeitig auch als Vizepräsidentin des Regionalrats. In der folgenden Legislaturperiode war sie im Kabinett Durnwalder V zuständige Landesrätin für deutsche Schule, Denkmalpflege, Bildungsförderung, deutsche Kultur und Berufsbildung. Im Oktober 2012 gab Kasslatter Mur bekannt, dass sie zur Landtagswahl 2013 nicht mehr antreten wolle, und schied in der Folge aus der aktiven Politik aus.
Von 2015 bis 2021 leitete Kasslatter Mur den Förderkreis und die Stiftung (ab 2019) der Universität Innsbruck.